# Obiettivi Canon EF 70-200mm

Schema ottico 70-200L f2.8 IS II USM

L'obiettivo EF 70-200mm è un teleobiettivo zoom prodotto da Canon. L'obiettivo ha un attacco EF ed è quindi compatibile con macchine fotografiche reflex della serie EOS.
L'obiettivo è prodotto in quattro diverse versioni. Tutte e quattro hanno una massima apertura del diaframma costante su tutta la lunghezza focale e tutti e quattro sono obiettivi di serie L.
- f/2.8L IS USM, aggiornato nel marzo 2010 alla versione 2.
- f/2.8L USM
- f/4L IS USM
- f/4L USM

Tutte e quattro le lenti hanno un'eccellente reputazione in quanto forniscono un'ottima qualità ottica paragonabile a quella degli obiettivi fissi, però a tutte le lunghezze focali presenti nell'estensione dello zoom. La versione f/4 non IS è la più economica degli obiettivi serie L che Canon produce ed è assai popolare fra fotografi di paesaggi e gli hobbisti, i quali possono così permettersi la qualità di questa categoria senza spendere troppi soldi; mentre le versioni f/2,8 (sia stabilizzata che non) è preferita dai fotografi di ritratti e di particolari eventi, nonché dai foto-giornalisti. Gli obiettivi equipaggiati con lo stabilizzatore utilizzano diaframmi circolari laminati che mantengono un'apertura quasi circolare quando vengono fermati fino a due stop. Inoltre sono tropicalizzati, ossia sigillati con apposite guarnizioni in modo impedire l'infiltrazione di polvere e acqua.

## Specifiche
| Attributo                            | f/2.8L IS USM                   | f/2.8L IS USM II                     | f/2.8L USM          | f/4L IS USM                          | f/4L USM                             |
| ------------------------------------ | ------------------------------- | ------------------------------------ | ------------------- | ------------------------------------ | ------------------------------------ |
| Immagine                             |                                 |                                      |                     |                                      |                                      |
| Stabilizzatore d'immagine            | Sì Seconda generazione (3 stop) | Sì Quarta generazione (4 stop)       | No                  | Sì Quarta generazione (4 stop)       | No                                   |
| Tropicalizzazione                    | Sì                              | Sì                                   | No                  | Sì                                   | No                                   |
| Motore ultrasonico                   | Sì                              | Sì                                   | Sì                  | Sì                                   | Sì                                   |
| Serie L                              | Sì                              | Sì                                   | Sì                  | Sì                                   | Sì                                   |
| Ottiche diffrattive                  | No                              | No                                   | No                  | No                                   | No                                   |
| Macro                                | No                              | No                                   | No                  | No                                   | No                                   |
| Apertura massima                     | f/2.8                           | f/2.8                                | f/2.8               | f/4                                  | f/4                                  |
| Apertura minima                      | f/32                            | f/32                                 | f/32                | f/32                                 | f/32                                 |
| Peso                                 | 1470 g                          | 1486 g                               | 1310 g              | 760 g                                | 705 g                                |
| Diametro massimo                     | 86 mm                           | 88 mm                                | 85 mm               | 76 mm                                | 76 mm                                |
| Lunghezza                            | 197 mm                          | 199 mm                               | 194 mm              | 172 mm                               | 172 mm                               |
| Diametro del filtro                  | 77 mm                           | 77 mm                                | 77 mm               | 67 mm                                | 67 mm                                |
| Angolo di campo orizzontale          | 29° – 10°                       | 29° – 10°                            | 29° – 10°           | 29° – 10°                            | 29° – 10°                            |
| Angolo di campo verticale            | 19°30′ – 7°                     | 19°30′ – 7°                          | 19°30′ – 7°         | 19°30′ – 7°                          | 19°30′ – 7°                          |
| Angolo di campo diagonale            | 34° – 12°                       | 34° – 12°                            | 34° – 12°           | 34° – 12°                            | 34° – 12°                            |
| Gruppi/elementi                      | 18/23 (di cui 4 UD)             | 19/23 (di cui 5 UD ed 1 in fluorite) | 15/18 (di cui 4 UD) | 15/20 (di cui 2 UD ed 1 in fluorite) | 13/16 (di cui 2 UD ed 1 in fluorite) |
| Nº di lamelle del diaframma          | 8                               | 8                                    | 8                   | 8                                    | 8                                    |
| Distanza minima di messa a fuoco     | 1,4 m                           | 1,2 m                                | 1,5 m               | 1,2 m                                | 1,2 m                                |
| Inizio commercializzazione           | settembre 2001                  | gennaio 2010                         | 1995                | settembre 2006                       | 1999                                 |
| Prezzo raccomandato al pubblico in $ | 1.700,00                        | 2.899,00                             | 1.200,00            | 1.110,00                             | 600,00                               |